# Langgletsjer
De Langgletsjer (Duits: Langgletscher) is een dalgletsjer aan de kop van het Lötschental in de zuidelijke Berner Alpen. De gletsjer ligt op het grondgebied van de Zwitserse gemeente Blatten in het kanton Wallis. In 1973 was de gletsjer met een uitgesproken tong ongeveer 6,9 km lang met een oppervlakte van 10,1 km². In 2010, onderbroken door een opmars in de jaren 1980, was de lengte met meer dan 400 meter verkort. Sinds het hoogtepunt tijdens de Kleine IJstijd rond het midden van de 19e eeuw is de Langgletsjer ongeveer twee kilometer teruggetrokken.
Op een rotspunt van de Anengrat, die de Langgletsjer scheidt van het systeem van de Aletschgletsjer in het oosten, staat de Hollandiahütte van de Schweizer Alpen-Club (SAC) op 3240 m boven de zeespiegel bij de Lötschenlücke. Het dient als een belangrijke etappe voor uitgebreide gletsjertochten op de route van het Lötschental naar de Jungfraujoch, of verder naar het oosten naar de Grimselpas.
Het gletsjervoorveld van de Langgletsjer is een object van de Zwitserse Bundesinventar der Landschaften und Naturdenkmäler von nationaler Bedeutung.

## Ligging
De Langgletsjer wordt gevormd uit twee brongletsjers, waarvan de grootste de naam Anungletscher (ook Anengletsjer) draagt en zijn oorsprong vindt op de zuidelijke flank van de met gletsjers bedekte Mittaghorn op 3890 m boven de zeespiegel. Deze gletsjer stroomt de helling af als een ijsstroom van meer dan een kilometer breed met een steile helling naar het zuiden. De tweede arm begint bij de Lötschenlücke, een 3170 m hoge gletsjerbergpas, en stroomt langs de noordelijke voet van de Schinhorn naar het zuidwesten. In het onderste deel is de Langgletsjer slechts ongeveer 500 m breed. De gletsjertong, die grotendeels bedekt is met bodembelasting, bevindt zich op ongeveer 2100 m. De gletsjer mondt uit in de Lonza, die door het Lötschental naar de Rhône stroomt.

## Werelderfgoed
De Langgletsjer is in december 2001 opgenomen op de UNESCO werelderfgoedlijst als onderdeel van de natuurerfgoed inschrijving Zwitserse Alpen Jungfrau-Aletsch erkend tijdens de 25e sessie van de Commissie voor het Werelderfgoed in Helsinki. De site wordt erkend als toonbeeld van de vorming van de Hoge Alpen, met de meeste gletsjers en de grootste gletsjer in Eurazië. Het Alpengebied beschikt over een grote diversiteit aan ecosystemen, met inbegrip van successiestadia (voornamelijk door de terugtrekking van gletsjers als gevolg van de klimaatverandering). De plek is van universele waarde, vanwege zowel haar schoonheid als de schat aan informatie over de vorming van bergen en gletsjers, maar ook vanwege klimaatveranderingen en ecologische en biologische processen.
Albignagletsjer · Aletschgletsjer · Allalingletsjer · Corbassièregletsjer · Feegletsjer · Ferpèclegletsjer · Fieschergletsjer · Findelgletsjer · Gauligletsjer · Gornergletsjer · Hoge Grindelwaldgletsjer · Hüfigletsjer · Kanderfirn · Lage Grindelwaldgletsjer · Langgletsjer · Limmernfirn · Mont-Miné-Gletsjer · Morteratschgletsjer · Oberaletschgletsjer · Otemmagletsjer · Paradiesgletsjer · Plaine Morte-gletsjer · Rhônegletsjer · Saleinagletsjer · Triftgletsjer · Unteraargletsjer · Zinalgletsjer · Zmuttgletsjer